# Amanda Nildén
Amanda Nildén (Stoccolma, 7 agosto 1998) è una calciatrice svedese, difensore o centrocampista del Tottenham e della nazionale svedese.

## Carriera

### Club
Inizia a giocare in patria, crescendo nelle giovanili del Brommapojkarna, col quale nel 2014 debutta da professionista. Per la stagione 2017 si trasferisce all'AIK.
L'anno seguente ha una prima esperienza all'estero, accasandosi alle inglesi del Brighton & Hove dove rimane per il successivo biennio, ottenendo nella stagione di debutto in maglia biancoblù una promozione in FA Women's Super League.
Tra il 2020 e il 2021 torna in Svezia per militare nelle file dell'Eskilstuna United, quindi nell'estate 2021 si trasferisce in Italia, acquistata dalla Juventus; a Torino ritrova Matilde Lundorf, già sua compagna di spogliatoio a Brighton & Hove.
Il 18 gennaio 2024, viene ceduta in prestito con diritto di riscatto al Tottenham, nella Women's Super League, fino al termine della stagione. Il 26 giugno seguente, viene ufficialmente riscattata dal club inglese, con cui firma un contratto triennale.

### Nazionale
Nildén inizia ad essere convocata dalla Federcalcio svedese (SvFF) dal 2013, iniziando nella formazione under 15, passando alla under 16 l'anno successivo, con la quale disputa la Nordic Cup (Nordisk Flick) segnando in quell'occasione, nella vittoria per 13-0 sull’Estonia, la sua prima rete con la maglia della nazionale, giungendo poi a disputare la finale, persa 3-0, con le pari età della Germania.
Nell'ottobre di quello stesso anno approda alla under 17, inserita in rosa con la squadra che affronta le qualificazioni all'Europeo di Repubblica Ceca 2015, dove viene impiegata in tutti i tre incontri della prima fase contribuendo al passaggio al turno successivo della sua nazionale.
Dopo quasi due anni, nell'agosto 2016 viene convocata per un'amichevole con la Norvegia tra formazioni under 18 e, qualche mese più tardi, chiamata a contribuire alla qualificazione all'Europeo di Irlanda del Nord 2017 con l'under 19, totalizzando complessivamente 8 presenze delle quali 6 nelle due fasi eliminatorie del torneo UEFA senza che la Svezia riuscisse ad accedere alla fase finale.
Dal 2018 è convocata con regolarità nella formazione under 23, maturando, al novembre 2021, 18 presenze tra tornei non ufficiali e amichevoli, tornando al gol con una doppietta alla Cina under 20 il 9 aprile 2018.
Per la prima convocazione in nazionale maggiore deve attendere il 2021, chiamata dal commissario tecnico Peter Gerhardsson, in occasione dell'amichevole dell'23 febbraio vinta per 2-0 su Malta dove debutta rilevando Julia Roddar al 63'. Sjögren in seguito continua a concederle fiducia convocandola anche per le qualificazioni, nel gruppo A della zona UEFA, ai Mondiali di Australia e Nuova Zelanda 2023. In seguito Gerhardsson la inserisce in rosa per l'Algarve Cup 2022.

## Statistiche

### Presenze e reti nei club
Statistiche (parziali) aggiornate al 3 aprile 2025.
| Stagione                 | Squadra                  | Campionato               | Campionato | Campionato | Coppe nazionali | Coppe nazionali | Coppe nazionali | Coppe continentali | Coppe continentali | Coppe continentali | Altre coppe | Altre coppe | Altre coppe | Totale | Totale |
| Stagione                 | Squadra                  | Comp                     | Pres       | Reti       | Comp            | Pres            | Reti            | Comp               | Pres               | Reti               | Comp        | Pres        | Reti        | Pres   | Reti   |
| ------------------------ | ------------------------ | ------------------------ | ---------- | ---------- | --------------- | --------------- | --------------- | ------------------ | ------------------ | ------------------ | ----------- | ----------- | ----------- | ------ | ------ |
| 2017                     | AIK                      | E                        | 23         | 3          | .               | 2               | 0               |                    | -                  | -                  |             | -           | -           | 25     | 3      |
| 2017-2018                | Brighton & Hove          | SL2                      | 6          | 1          | .               | .               | .               |                    | -                  | -                  |             | -           | -           | 6      | 1      |
| 2018-2019                | Brighton & Hove          | SL                       | 4          | 1          | .               | .               | .               |                    | -                  | -                  | CL          | 1           | 0           | 5      | 1      |
| 2019-2020                | Brighton & Hove          | SL                       | 10         | 0          | CI              | 1               | 1               | -                  | -                  | -                  | CL          | 5           | 1           | 16     | 2      |
| Totale Brighton & Hove   | Totale Brighton & Hove   | Totale Brighton & Hove   | 20         | 2          | -               | 1               | 1               | -                  | -                  | -                  | -           | 6           | 1           | 27     | 4      |
| 2020                     | Eskilstuna United        | DS                       | 15         | 0          |                 | -               | -               |                    | -                  | -                  |             | -           | -           | 15     | 0      |
| 2021                     | Eskilstuna United        | DS                       | 12         | 0          | CS              | 5               | 0               |                    | -                  | -                  |             | -           | -           | 17     | 0      |
| Totale Eskilstuna United | Totale Eskilstuna United | Totale Eskilstuna United | 27         | 0          | -               | 5+              | 0+              | -                  | -                  | -                  | -           | -           | -           | 32+    | 0+     |
| 2021-2022                | Juventus                 | A                        | 18         | 1          | CI              | 6               | 2               | UWCL               | 8                  | 0                  | SI          | 1           | 1           | 33     | 4      |
| 2022-2023                | Juventus                 | A                        | 15         | 2          | CI              | 0               | 0               | UWCL               | 6                  | 1                  | SI          | -           | -           | 21     | 3      |
| giu.-dic. 2023           | Juventus                 | A                        | 9          | 1          | CI              | 0               | 0               | UWCL               | 1                  | 0                  | SI          | -           | -           | 10     | 1      |
| Totale Juventus          | Totale Juventus          | Totale Juventus          | 42         | 4          | -               | 6               | 2               | -                  | 15                 | 1                  | -           | 1           | 1           | 64     | 8      |
| gen.-giu. 2024           | Tottenham                | WSL                      | 10         | 0          | WC              | 4               | 0               | -                  | -                  | -                  | WLC         | 2           | 0           | 16     | 0      |
| 2024-2025                | Tottenham                | WSL                      | 14         | 1          | WC              | 1               | 0               | -                  | -                  | -                  | WLC         | 2           | 0           | 17     | 1      |
| Totale Tottenham         | Totale Tottenham         | Totale Tottenham         | 24         | 1          | -               | 5               | 0               | -                  | -                  | -                  | -           | 4           | 1           | 33     | 2      |
| Totale carriera          | Totale carriera          | Totale carriera          | 136        | 10         | -               | 19+             | 3+              | -                  | 15                 | 1                  | -           | 11          | 3           | 181+   | 17+    |

### Cronologia presenze e reti in nazionale
| Cronologia completa delle presenze e delle reti in nazionale ― Svezia | Cronologia completa delle presenze e delle reti in nazionale ― Svezia | Cronologia completa delle presenze e delle reti in nazionale ― Svezia | Cronologia completa delle presenze e delle reti in nazionale ― Svezia | Cronologia completa delle presenze e delle reti in nazionale ― Svezia | Cronologia completa delle presenze e delle reti in nazionale ― Svezia | Cronologia completa delle presenze e delle reti in nazionale ― Svezia | Cronologia completa delle presenze e delle reti in nazionale ― Svezia |
| Data                                                                  | Città                                                                 | In casa                                                               | Risultato                                                             | Ospiti                                                                | Competizione                                                          | Reti                                                                  | Note                                                                  |
| --------------------------------------------------------------------- | --------------------------------------------------------------------- | --------------------------------------------------------------------- | --------------------------------------------------------------------- | --------------------------------------------------------------------- | --------------------------------------------------------------------- | --------------------------------------------------------------------- | --------------------------------------------------------------------- |
| 23-2-2021                                                             | Paola                                                                 | Malta                                                                 | 0 – 3                                                                 | Svezia                                                                | Amichevole                                                            | -                                                                     | 63’                                                                   |
| 20-2-2022                                                             | Faro                                                                  | Portogallo                                                            | 0 – 4                                                                 | Svezia                                                                | Algarve Cup 2022 - 1º turno                                           | -                                                                     |                                                                       |
| 23-2-2022                                                             | Lagos                                                                 | Svezia                                                                | 1 – 1 (6 - 5 dtr)                                                     | Italia                                                                | Algarve Cup 2022 - Finale                                             | -                                                                     | 63’                                                                   |
| 22-7-2022                                                             | Leigh                                                                 | Svezia                                                                | 1 – 0                                                                 | Belgio                                                                | Euro 2022 - Fase a gironi                                             | -                                                                     |                                                                       |
| 7-10-2022                                                             | Cordova                                                               | Spagna                                                                | 1 – 1                                                                 | Svezia                                                                | Amichevole                                                            | -                                                                     | 62’                                                                   |
| 1-12-2023                                                             | Lucerna                                                               | Svizzera                                                              | 1 – 0                                                                 | Svezia                                                                | UEFA Women's Nations League 2023-2024 - Fase a gironi                 | -                                                                     | 62’                                                                   |
| 5-12-2023                                                             | Malaga                                                                | Spagna                                                                | 5 – 3                                                                 | Svezia                                                                | UEFA Women's Nations League 2023-2024 - Fase a gironi                 | -                                                                     | 62’                                                                   |
| 28-2-2024                                                             | Stoccolma                                                             | Svezia                                                                | 5 – 0                                                                 | Bosnia ed Erzegovina                                                  | UEFA Women's Nations League 2023-2024 - Spareggi                      | -                                                                     |                                                                       |
| 5-4-2024                                                              | Londra                                                                | Inghilterra                                                           | 1 – 1                                                                 | Svezia                                                                | Qual. Euro 2025                                                       | -                                                                     | 62’                                                                   |
| 25-10-2024                                                            | Esch-sur-Alzette                                                      | Lussemburgo                                                           | 0 – 4                                                                 | Svezia                                                                | Qual. Euro 2025 - Spareggi                                            | -                                                                     |                                                                       |
| 25-2-2025                                                             | Wrexham                                                               | Galles                                                                | 1 – 1                                                                 | Svezia                                                                | UEFA Women's Nations League 2025 - Fase a gironi                      | -                                                                     | 82’                                                                   |
| Totale                                                                |                                                                       | Presenze                                                              | 11                                                                    |                                                                       | Reti                                                                  | 0                                                                     |                                                                       |

## Palmarès

### Club
- Supercoppa italiana: 2

Juventus: 2021, 2023
- Campionato italiano: 1

Juventus: 2021-2022
- Coppa Italia: 2

Juventus: 2021-2022, 2022-2023